# Emma Puvrez

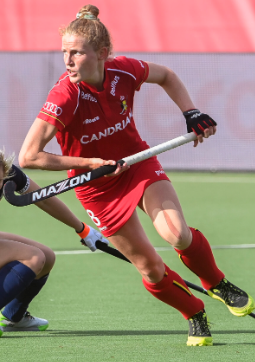
Emma Puvrez (2023)

Emma Puvrez (* 25. Juli 1997) ist eine belgische Hockeyspielerin. Bis 2023 gewann sie mit der belgischen Nationalmannschaft bei Europameisterschaften eine Silbermedaille und eine Bronzemedaille.

## Sportliche Karriere
Emma Puvrez spielt 2024 in den Niederlanden beim Tilburg HC, nachdem sie zuvor bei zahlreichen belgischen Vereinen aktiv war. 2019 wurde sie mit Royal Antwerpen belgische Meisterin.
Sie debütierte 2014 in der Nationalmannschaft. Bei der Weltmeisterschaft 2014 in Den Haag belegte die belgische Mannschaft den zwölften und letzten Platz. Im Jahr darauf wurden die Belgierinnen Fünfte der Europameisterschaft in London. 2018 waren bei der Weltmeisterschaft in London 16 Mannschaften dabei, darunter sieben aus Europa. Die Belgierinnen wurden Zehnte, allerdings lagen alle anderen Teams aus Europa vor den Belgierinnen. 2019 bei der Europameisterschaft in Antwerpen wurden die Belgierinnen Sechste und verhinderten damit gerade noch den Abstieg aus Europas Topgruppe.
2021 bei der Europameisterschaft in Amstelveen wirkte Puvrez in allen fünf Spielen mit. Die Belgierinnen unterlagen im Halbfinale den Niederländerinnen mit 1:3. Im Spiel um den dritten Platz bezwangen sie die Spanierinnen mit 3:1. Im Jahr darauf bei der Weltmeisterschaft 2022 erreichten die Belgierinnen erstmals nach vierzig Jahren wieder das Viertelfinale bei einer Weltmeisterschaft und verloren dann gegen die niederländische Auswahl. Die Belgierinnen belegten den sechsten Platz. Puvrez war in allen fünf Spielen dabei. 2023 bei der Europameisterschaft in Mönchengladbach bezwangen die Belgierinnen im Halbfinale die Deutschen. Im Endspiel siegten die Niederländerinnen mit 3:1. Puvrez wurde in allen fünf Spielen eingesetzt und traf einmal ins Tor. Bei den Olympischen Spielen 2024 in Paris verloren die Belgierinnen im Halbfinale gegen die Chinesinnen im Shootout. Im Spiel um den dritten Platz unterlagen sie im Shootout gegen die Argentinierinnen. Puvrez war in sieben von acht Spielen dabei.
Insgesamt bestritt die Defensivspielerin bis zum 9. August 2024 206 Länderspiele für Belgien, in denen sie 25 Tore erzielte.